# 余肇康

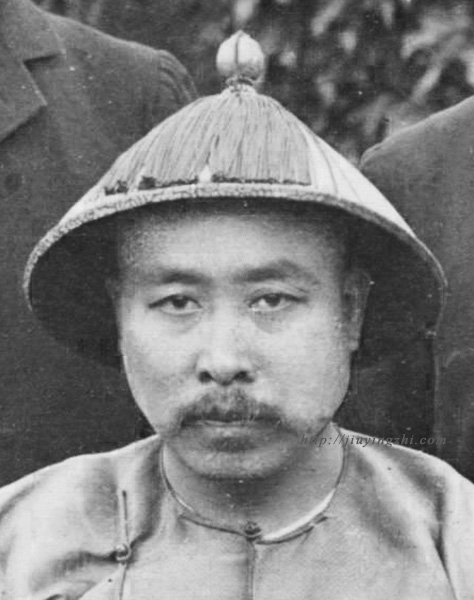
余肇康

余肇康（1854年—1930年），字堯衢，號敏齋、倦知老人，湖南長沙府長沙縣（今湖南省長沙市）人，清朝政治人物、進士出身。

## 生平
光緒八年，鄉試中舉；光緒十二年，登進士，任工部學習主事；光緒二十一年，署湖北荊州府知府；光緒二十二年，任湖北漢陽府知府。光緒二十六年，任湖北武昌府知府、署湖北安襄鄖荊道。光緒二十九年，任湖北荊宜施道。光緒三十年，任山東按察使；光緒三十一年，任江西按察使。光緒三十二年，任法部左參議。光緒三十四年，任粵漢鐵路湘路總理。

## 墓地
墓在长沙县青山铺镇。